# C.W. Eckersberg
Christoffer Wilhelm Eckersberg (2. januar 1783 i Blåkrog i Sønderjylland – 22. juli 1853 i København) var en dansk maler. Eckersberg Medaillen er stiftet på hundredeåret for hans fødsel.
Eckersberg lagde grunden til den danske guldalders malerkunst. Hans elever hørte til periodens ypperste kunstnere som Christen Købke, Martinus Rørbye, Wilhelm Bendz og Constantin Hansen, og derfor betragtes han som en af den danske guldalders hovedpersoner.
Efter konfirmationen kom han i malerlære hos Jes Jessen i Aabenraa og fortsatte 17 år gammel hos Joh. Jac. Jessen i Flensborg, hvor han blev svend i maj 1800. Han blev i 1803 optaget på Det Kongelige Danske Kunstakademi og var elev hos Jacques-Louis David i Paris i 1811–1812.
Han blev udnævnt til professor ved Kunstakademiet i 1818. I 1819 fik han af Admiralitetet adgangstegn til Holmen (Gammelholm), så han fik mulighed for at dyrke sin store passion for skibe.
Når orlogsgasterne om sommeren svømmetrænede på Holmen, havde Eckersberg lejlighed til at betragte nøgne mænd og vurdere deres legemsbygning. Han kunne således vælge de nøgenmodeller, som han havde brug for ud over de modeller Kunstakademiet stillede til rådighed.
Eckersberg var direktør for Kunstakademiet 1827–1829. Han døde under koleraepidemien i København 1853 og ligger begravet på Assistens Kirkegård.

## Liv og gerning
Christoffer Wilhelm Eckersberg blev født den 2. januar 1783 i Blåkrog ved Als Fjord som søn af snedker og maler Henrik Vilhelm Eckersberg og Ingeborg (f. Asmusdatter Nissen).

### Opvækst og tidlig uddannelse
I 1786 flyttede hans familie til Blans, en landsby nær Als Sund, hvor han nød at tegne billeder af landskabet og at sejle i sin fars båd. Efter sin konfirmation kom han i lære som maler under malermester, Jes Jessen i Aabenraa (1797-1800). Han fortsatte som 17-årig under Johann Jacob Jessen i Flensborg, hvor han blev svend.

### Uddannelse ved akademiet
Mens han var i lære, lavede han gode tegninger og malerier. Han havde ambition om at komme på Det Kongelige Danske Kunstakademi i København. Da han havde skaffet sig penge og støtte fra lokale bekendte, ankom han til Københavns Toldbod den 23. maj 1803. Han blev optaget på Akademiet i 1803 og studerede under blandt andre akademiets førende lærer og direktør Nicolai Abraham Abildgaard.
Han gjorde gode fremskridt og malede historiske malerier, portrætter og landskaber. Det førte dog ikke til ros fra Abildgaard, som ifølge Eckersbergs søn, Erling Eckersberg, rådede faderen til at opgive akademistudierne og blive porcelænsmaler. Det er antydet, at det først var efter Abildgaards død i 1809, Eckersberg fik mulighed for at vinde akademiets store guldmedalje, hvilket han gjorde samme år. Han vandt dog både den lille og den store sølvmedalje og den lille guldmedalje i 1805, mens han gik tomhændet fra konkurrencen i 1807. Han samarbejdede med grafikeren Gerhard Ludvig Lahde og tjente penge på at tegne forlæg til bl.a. serien En falden Piges Historie.
Eckersberg lavede de bedste billeder af Københavns bombardement i september 1807. Han samarbejdede med kobberstikker G.L. Lahde, der specialiserede sig i aktuel billedreportage, og bad Eckersberg om at forsyne sine billeder med flere bomber, sådan for effektens skyld. Kobberstikkene solgtes i Lahdes forretning i Gothersgade 125, og om Eckersbergs billede fra Landemærket skrev kritikeren: "Det udmærker sig ved godt valg, megen historisk sandhed, rigtigt perspektiv og kraftfuld pensel. Man ser lue og brand og behøver ikke tænke sig det." Eckersberg boede til leje hos Lahde oppe på kvisten, og en bombe var slået ned i huset og sårede kunstneren let i hovedet. Han fik dog afværget en større ulykke ved at slå indholdet av sin natpotte ud over bomben.
Selv om han fik løfte om et rejsestipendium sammen med guldmedaljen, fik han først udbetalt midlerne under sin rejse i 1812. Den 1. juli 1810 giftede han sig med Christine Rebekka Hyssing (1783-tidligst 1852) for at legitimere deres søn, Erling Carl Vilhelm Eckersberg. Ægteskabet blev opløst i 1816, inden Eckersberg var kommet tilbage fra sit udlandsophold. Erling fulgte siden i sin fars fodspor med en uddannelse ved Akademiet og en karriere som kobberstikker.

### Studierejser
Ivrig efter at rejse, traf han aftaler, der kunne give ham den finansielle støtte. Det gjorde det muligt for ham at rejse. Den 3. juli, få dage efter brylluppet, begyndte han sin udlandsrejse. Sammen med Tønnes Christian
Bruun de Neergaard, som var forfatter, kunstelsker og hans finansielle støtte, tog han via Tyskland til Paris, hvortil han ankom den 9. oktober. Her studerede han under nyklassicisten Jacques-Louis David 1811-1812. Han blev bedre til at male menneskekroppen og fulgte sin lærers opfordring til at male efter naturen og antikken for at finde sandheden. Det var her, han udviklede et livslangt venskab med sin bofælle i Paris, Jens Peter Møller og med kobberstikkeren Johan Frederik Clemens, Jens Juels samarbejdspartner, som han korresponderede med.
I 1813 rejste han videre via Firenze til Rom, hvortil han ankom den 3. juli, og hvor han fortsatte sine studier 1813-1816. Han arbejdede på at forbedre sine evner som historiemaler og nød at male små billeder af det lokale liv og landskab. Han boede der i tre år blandt en stor gruppe kunstnere med Bertel Thorvaldsen som det kulturelle midtpunkt. Eckersberg og Thorvaldsen udviklede et nært og varigt venskab, og mesteren tjente også Eckersberg som en god rådgiver. Eckersberg malede et af sine bedste portrætter – af Thorvaldsen – i Rom i 1814; det blev givet til Kunstakademiet. Livet i Rom bekom ham godt, og han lod sig påvirke af det stærke lys under de sydlige himmelstrøg. Han var meget produktiv i de år, og malede exceptionelle landskabsbilleder.
Den 13. maj 1816 forlod Eckersberg Rom, og den 2. august vendte han tilbage til Danmark.

### Akademisk karriere
Kort efter sin tilbagevenden til Danmark blev han i oktober 1817 medlem af Akademiet, som ved den lejlighed modtog et billede inspireret af myten om Balders død. 8. februar 1817 blev han gift med Elisabeth Cathrine Julie Juel (1791 - 1827), datter af Jens Juel, den kendte portrætmaler og professor ved Akademiet. De fik to sønner og fire døtre bl.a. Jens Eckersberg.
Han blev udnævnt til professor ved akademiet i 1818, en stilling der havde stået ubesat siden Abildgaards død i 1809. Akademiet havde ventet med at besætte stillingen, til Eckersberg var vendt tilbage til Danmark fra sine studierejser, skønt det havde ansøgninger fra Abildgaards disciple Christian Fædder Høyer, Christian Gotlieb Kratzenstein-Stub og J.L. Lund. Akademiet udnævnte både Eckersberg og Lund.
Et år efter Julies død i 1827 giftede han sig med hendes søster Susanne Henriette Emilie Juel, med hvem han fik en søn, der døde inden han fyldte et år, samt datteren Julie, der skrev sine erindringer om faderen, og livet på Kunstakademiet.
Eckersberg var leder af Akademiet fra 1827 til 1829. 1829 blev han Ridder af Dannebrog og 1840 Dannebrogsmand.[kilde mangler]
Hans syn svigtede mod slutningen af livet, og han måtte opgive at male. Han døde i København af kolera 22. juli 1853 under den store epidemi og ligger begravet på Assistens Kirkegård.

## Værker
Han fik bestilling på en serie historiemalerier til Christiansborg Slot og på nogle alterstykker til bl.a. Hornbæk Kirke. Hans bedst kendte værker er portrætterne af det københavnske borgerskab som "Det Nathansonske Familiebillede" fra 1818 og det officielle portræt af Frederik 6. På trods af hans evner i den genre var hans karriere som portrætkunstner kort på grund af den konkurrence, han mødte fra den populære Christian Albrecht Jensen.
Marinebilleder dyrkede han også med stor interesse. Han havde en lidenskab for skibe, og han sejlede i Kattegat, Skagerrak og Nordsøen så langt som til den Engelske Kanal i en alder af 56. Oplevelsen af at sejle på det åbne hav gav en ny dimension til hans marinemalerier, som indtil da havde været statiske afbildninger. Nu var der langt mere opmærksomhed på bevægelse, især i bølgerne.
Hans største bidrag til malerkunsten ydede han i sin egenskab af professor ved akademiet. Han revitaliserede undervisningen ved at tage studerende med ud i marken, hvor de kunne male efter naturen. Det var ham, der indførte direkte studier af naturen i dansk kunst. Han opfordrede også sine studerende til at udvikle deres egne talenter og deres egen stil. Blandt hans studerende var Wilhelm Bendz, Albert Küchler, Christen Købke, Vilhelm Kyhn, Jørgen Roed, Martinus Rørbye, Constantin Hansen, Wilhelm Marstrand, Adam August Müller, Heinrich Eddelien, Emanuel Larsen, Niels Carl Michaelius Flindt Dahl og Anton Laurids Johannes Dorph.
Han udviklede en voksende interesse for perspektiv. Han skrev en afhandling om emnet, Linearperspectiven anvendt paa Malerkunsten 1841 og gav forelæsninger om emnet ved akademiet. Han lavede nogle små skitser, som kombinerer observationer af dagliglivet med klassiske, harmoniske principper for komposition, som gav inspiration til guldaldermalernes skildring af det dagligdags liv.
Af ham findes to selvportrætter fra de tidlige år, en buste af Thorvaldsen fra 1816 og et portræt malt af Marstrand i 1836.

## Galleri med andre billeder af Eckersberg
- Bella og Hanna M.L. Nathansons ældste døtre, 1820, Statens Museum for Kunst
- Et russisk linieskib til ankers ved Helsingør, 1828, Statens Museum for Kunst
- Kamp mellem den engelske fregat Shannon og den amerikanske fregat Chesapeak, 1836
- Liggende kvinde
- Nøgen kvinde, der drager tøfler på, 1843
- Regnbue på søen, en krydsende jagt med nogle andre skibe., 1836, Nivaagaard.
- En dansk yacht passerer Stevns (privateje)